# Szerzyny
Szerzyny est une localité polonaise, siège de la gmina de Szerzyny, située dans le powiat de Tarnów en voïvodie de Petite-Pologne. La rivière Olszynka traverse la localité.